# Du Bois (Illinois)
Pour les articles homonymes, voir Dubois.
Du Bois est un village situé au sud-est du comté de Washington dans l'Illinois, aux États-Unis,.

## Démographie
Lors du recensement de 2010, le village comptait une population de 205 habitants. Elle est estimée, en 2016, à 198 habitants.

### Source de la traduction
- (en) Cet article est partiellement ou en totalité issu de l’article de Wikipédia en anglais intitulé « Du Bois, Illinois » (voir la liste des auteurs).